# Consumer Electronics Control
Consumer Electronics Control (CEC) is een protocol dat toelaat om apparaten die via een HDMI-kabel zijn aangesloten met elkaar te laten communiceren. Zo kunnen deze apparaten onderling informatie uitwisselen en kan de samenwerking tussen die apparaten verbeteren. CEC maakt het mogelijk om apparaten die met elkaar verbonden zijn door middel van HDMI met één afstandsbediening te bedienen of in en uit te schakelen.
CEC werkt als een enkeldraads bidirectionele gegevensbus. De gegevens worden serieel met lage snelheid verstuurd. Implementatie van CEC is optioneel. Het werd gedefinieerd in HDMI 1.0 en geüpdatet in HDMI 1.2, 1.2a en 1.3a.
Het is de technologie achter commerciële benamingen zoals BRAVIA Sync (Sony), Viera Link (Panasonic), Anynet+ (Samsung), Sonos Beam (Sonos), EasyLink (Philips), 1-Touch Play (Roku), Aquos Link (Sharp), Regza Link (Toshiba), RIHD (Onkyo), Simplink (LG), EZ-Sync (JVC) en Netcommand (Mitsubishi).

## Protocol
CEC wordt verstuurd als apart elektrisch signaal van de HDMI-signalen. Hierdoor kan een apparaat zijn hoge-snelheid HDMI-circuit uitschakelen in slaapmodus en worden ingeschakeld door CEC. De bus is gedeeld met alle HDMI-poorten op een apparaat zodat er ook verbinding is wanneer het apparaat uit staat.
De CEC-bus is elektrisch identiek aan het AV.link-protocol, maar CEC voegt meer meldingen toe aan het protocol.